# بوينغ كيه سي-46 بيغاسوس
البوينغ كيه سي-46 هي طائرة عسكرية صممت لنقل المعدات العسكرية وللتزويد بالوقود جوا، طورت من طائرة بوينغ 767، في فبراير 2011 تم اختيارها لخلافة البوينغ كيه سي -135 في برنامج كيه سي-أكس.

## المواصفات
البيانات من USAF KC-46A, Boeing KC-767, Boeing 767-200ER
الخصائص العامة
- الطاقم: 3 (2 pilots, 1 boom operator) basic crew; 15 permanent seats for additional/optional air crew members, including aeromedical evacuation crew members
- السعة: seating for up to 114 people, 18 463L pallets, or 58 patients (24 litters, 34 ambulatory)
- الحمولة: 65,000 lb (29,500 kg)
- الطول: 165 ft 6 in (50.5 m)
- باع الجناح: 157 ft 8 in (48.1 m)
- الارتفاع: 52 ft 1 in (15.9 m)
- الوزن فارغة: 181,610 lb (82,377 kg)
- وزن الإقلاع الأقصى: 415,000 lb (188,240 kg)
- محرك الطائرة: 2 × برات آند ويتني بي دبليو 4000 محرك عنفي مروحي, 63,300 lbf[2] (282 kN) الواحد
- Fuel Capacity: 212,299 رطل (96,297 كـغ) 
Maximum Transfer Fuel Load: 207,672 رطل (94,198 كـغ)

الأداء
- السرعة القصوى: Mach 0.86 (650 mph, 1046 km/h)
- سرعة العبور: Mach 0.80 (530 mph, 851 km/h)
- مدى (طائرة): 6,385 nmi (11,830 km) ; global with in flight refueling[2]
- سقف الخدمة: 40,100 ft (12,200 m)